# Grobogan (Grobogan)
Grobogan is een bestuurslaag in het regentschap Grobogan van de provincie Midden-Java, Indonesië. Grobogan telt 7089 inwoners (volkstelling 2010).